# Puchar Białorusi w piłce siatkowej mężczyzn (2021)
Puchar Białorusi w piłce siatkowej mężczyzn 2021 – 31. sezon rozgrywek o siatkarski Puchar Białorusi zorganizowany przez Białoruski Związek Piłki Siatkowej. Rozgrywki zainaugurowane zostały 24 listopada 2021 roku. Składały się z fazy kwalifikacyjnej, ćwierćfinałów oraz turnieju finałowego, w ramach którego rozegrano półfinały, mecz o 3. miejsce oraz finał.
Turniej finałowy odbył się w dniach 18-19 grudnia 2021 roku w hali sportowej "Łokomotiw" w Homlu.
Po raz czwarty z rzędu Puchar Białorusi zdobył klub Szachcior Soligorsk, który w finale pokonał Marko-WGTU Witebsk. Najlepszym zawodnikiem turnieju finałowego został Andriej Marczenko.

## System rozgrywek
Do Pucharu Białorusi 2021 zgłosiło się 10 drużyn. Rozgrywki składały się z fazy kwalifikacyjnej, ćwierćfinałów oraz turnieju finałowego, w ramach którego odbyły się półfinały, mecz o 3. miejsce i finał. W poszczególnych rundach rywalizacja toczyła się w systemie pucharowym na podstawie drabinki powstałej w drodze losowania. Klub będący gospodarzem turnieju finałowego udział w rozgrywkach zaczynał od półfinału.
W fazie kwalifikacyjnej oraz w turnieju finałowym w ramach pary drużyny rozgrywały jedno spotkanie, natomiast w ćwierćfinałach – dwumecze. Jeżeli w ramach dwumeczu obie drużyny wygrały po jednym spotkaniu, o awansie decydował tzw. złoty set grany do 15 punktów z dwoma punktami przewagi jednej z drużyn.

## Drużyny uczestniczące
| Wyższa liga (9 drużyn) | Wyższa liga (9 drużyn) |
| ---------------------- | ---------------------- |
| Borisow-BGUFK          | 4. miejsce             |
| Eniergija Homel        | 3. miejsce             |
| Kamunalnik Mohylew     | ćwierćfinał            |
| Legion Obuchowo        | faza kwalifikacyjna    |
| MAPID Mińsk            | ćwierćfinał            |
| Marko-WGTU Witebsk     | 2. miejsce             |
| Stroitiel Mińsk        | ćwierćfinał            |
| Szachcior Soligorsk    | zwycięstwo             |
| Zapadnyj Bug Brześć    | faza kwalifikacyjna    |
| I liga (1 drużyna)     |                        |
| WK Hazawik Homel       | faza kwalifikacyjna    |

## Rozgrywki

### Faza kwalifikacyjna
| 24.11.2021 17:30 (UTC+3) | Szachcior Soligorsk | 3:1 (25:19, 25:17, 22:25, 25:15) | Legion Obuchowo | Kompleks sportowy "Trest Szachtaspiecbud", Soligorsk Widzów: 58 Sędziowie: Alaksandr Żukawiec i Andrej Karpienka |

| 24.11.2021 17:30 (UTC+3) | Borisow-BGUFK | 3:0 (25:23, 25:23, 25:20) | WK Hazawik Homel | Centrum wychowania fizycznego i zdrowia, Borysów Widzów: 35 Sędziowie: Walancin Czajkouski i Wital Suddziau |

| 24.11.2021 18:00 (UTC+3) | Zapadnyj Bug Brześć | 0:3 (17:25, 28:30, 18:25) | Stroitiel Mińsk | Kompleks sportowy "Alimp", Brześć Widzów: 70 Sędziowie: Wadzim Andryjewicz i Rusłan Haładuchin |

### Ćwierćfinały
|  | Marko-WGTU Witebsk | 2 – 0 | Kamunalnik Mohylew |  |

| 04.12.2021 17:00 (UTC+3) | Kamunalnik Mohylew | 1:3 (21:25, 20:25, 25:20, 20:25) | Marko-WGTU Witebsk | Kompleks sportowy "Kamunalnik", Mohylew Widzów: 10 Sędziowie: Dzmitryj Ihnatowicz i Barys Pylania |

| 11.12.2021 18:00 (UTC+3) | Marko-WGTU Witebsk | 3:0 (25:18, 25:23, 25:18) | Kamunalnik Mohylew | Obiekt sportowy "Futbolnyj kłub Witiebsk", Witebsk Widzów: 55 Sędziowie: Uładzimir Kukaszynau i Iłla Cichanau |

|  | Borisow-BGUFK | 1 – 1 | MAPID Mińsk |  |

| 04.12.2021 17:00 (UTC+3) | MAPID Mińsk | 3:0 (25:21, 25:15, 25:20) | Borisow-BGUFK | ODO "Witalur", Mińsk Widzów: 77 Sędziowie: Mikałaj Huska i Andrej Dubionak |

| 11.12.2021 18:30 (UTC+3) | Borisow-BGUFK | 3:2 złoty set: 15:10 (25:17, 21:25, 25:15, 23:25, 15:8) | MAPID Mińsk | Centrum wychowania fizycznego i zdrowia, Borysów Widzów: 55 Sędziowie: Dzmitryj Żylinski i Wital Suddziau |

|  | Stroitiel Mińsk | 1 – 1 | Szachcior Soligorsk |  |

| 04.12.2021 17:30 (UTC+3) | Szachcior Soligorsk | 3:0 (25:17, 25:13, 25:12) | Stroitiel Mińsk | Kompleks sportowy "Triest Szachtospiecstroj", Soligorsk Widzów: 136 Sędziowie: Kanstancin Asipczyk i Uładzimir Kukaszynau |

| 11.12.2021 15:00 (UTC+3) | Stroitiel Mińsk | 3:2 złoty set: 12:15 (26:24, 25:13, 23:25, 14:25, 15:13) | Szachcior Soligorsk | Pałac sportu "Uruczcza", Mińsk Widzów: 260 Sędziowie: Michaił Szylankou i Andrej Karpienka |

### Turniej finałowy

#### Półfinały
| 18.12.2021 16:00 (UTC+3) | Eniergija Homel | 1:3 (24:26, 22:25, 25:18, 23:25) | Marko-WGTU Witebsk | Hala sportowa "Łokomotiw", Homel Widzów: 250 Sędziowie: Kanstancin Asipczyk i Pawieł Harkauczuk |

| 18.12.2021 19:00 (UTC+3) | Szachcior Soligorsk | 3:0 (25:16, 25:14, 25:18) | Borisow-BGUFK | Hala sportowa "Łokomotiw", Homel Widzów: 182 Sędziowie: Dzmitryj Ihnatowicz i Walancin Abramau |

#### Mecz o 3. miejsce
| 19.12.2021 14:00 (UTC+3) | Eniergija Homel | 3:0 (25:12, 25:19, 25:22) | Borisow-BGUFK | Hala sportowa "Łokomotiw", Homel Widzów: 145 Sędziowie: Uładzimir Kukaszynau i Andrej Dubionak |

#### Finał
| 19.12.2021 17:30 (UTC+3) | Szachcior Soligorsk | 3:0 (25:22, 25:15, 25:17) | Marko-WGTU Witebsk | Hala sportowa "Łokomotiw", Homel Widzów: 350 Sędziowie: Arciom Sukała i Siarhiej Budejka |

## Nagrody indywidualne
| Nagroda                | Zawodnik                                |
| ---------------------- | --------------------------------------- |
| Najlepszy zawodnik     | Andriej Marczenko (Szachcior Soligorsk) |
| Najlepszy środkowy     | Iłla Burau (Szachcior Soligorsk)        |
| Najlepszy atakujący    | Michaił Kasacz (Marko-WGTU Witebsk)     |
| Najlepszy rozgrywający | Alaksiej Kurasz (Szachcior Soligorsk)   |
| Najlepszy libero       | Raman Aplewicz (Eniergija Homel)        |